# 索羅卡 (伊林齊區)
49°4′25″N 29°21′20″E / 49.07361°N 29.35556°E
索羅卡（烏克蘭語：Сорока），是烏克蘭西南部的村落，隸屬文尼察州的文尼察區。該村始建於1650年，面積1.81平方公里，海拔高度206米，2001年該村落人口776。